# Костомиру (Бузау)
Костомиру (рум. Costomiru) насеље је у Румунији у округу Бузау у општини Пардоши. Oпштина се налази на надморској висини од 317 m.

## Становништво
Према подацима из 2002. године у насељу је живело 173 становника, од којих су сви румунске националности.